# Управление мусульман Кавказа

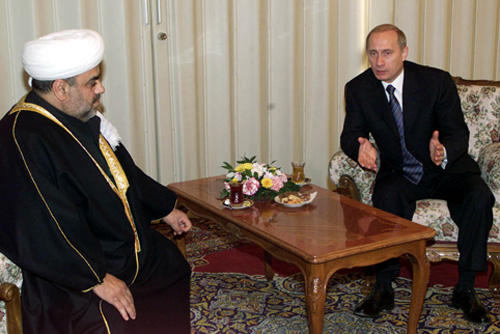
Шейх-уль-ислам Гаджи Аллахшукюр Паша-заде на встрече с президентом России Владимиром Путиным. 10 января 2001 г.

Управление мусульман Кавказа (азерб. Qafqaz Müsəlmanları İdarəsi), ранее Духовное управление мусульман Закавказья (Zaqafqaziya Müsəlmanları Ruhani İdarəsi), — высший духовно-административный орган мусульман Азербайджана и других стран Южного Кавказа, расположенный в Баку.

## Период Российской империи
В 1872 году императором Александром II были созданы Закавказские мусульманские духовные правления суннитского и шиитского учений.
Были торжественно открыты 2 января 1873 года в Тифлисе.
Главой суннитов являлся муфтий, главой шиитов — шейх-уль-ислам.
Назначались на должности императором по представлению Главноначальствующего гражданской частью на Кавказе.
Духовная юрисдикция этих учреждений распространялась на мусульман Бакинской, Елисаветпольской, Тифлисской и Эриванской губерний.

## Советский период
14 апреля 1944 года было учреждено по инициативе руководства СССР и с разрешения Иосифа Сталина как Духовное управление мусульман Закавказья, куда входили Азербайджанская ССР, Грузинская ССР и Армянская ССР.
В октябре 1959 года в Азербайджанской ССР прошел V съезд Духовного управления мусульман Закавказья, избравший 7 членов управления (4-х шиитов и 3-х суннитов):
- Мирмухсин Хакимзаде (шиит), шейх-уль-ислам, председатель духовного управления;
- Молла Али-ага Сулейманзаде (шиит), ахунд мечети Тезепир;
- Мирабдулхалыг Мирабдулбагизаде (шиит), ахунд Маштагинской мечети;
- Гаджи-Шихали Яхшибеков (шиит);
- Шариф-эфенди Велизаде (суннит), муфтий, заместитель председателя Духовного управления;
- Хасан-эфенди Тариэладзе (суннит), имам Батумской мечети;
- Нурулла-эфенди Бекяшев (суннит), имам Тбилисской мечети.

## Современный период
После распада СССР получило своё современное наименование — Управление мусульман Кавказа.
В 1992 году Гаджи Аллахшукюр Пашазаде был избран председателем Верховного религиозного совета кавказских народов со стороны религиозных деятелей Азербайджана, Грузии, Дагестана, Кабардино-Балкарии, Ингушетии, Чечни, Карачаево-Черкесии и Адыгеи.
По уставу глава Управления мусульман Кавказа должен быть шиитом, а его заместитель суннитом. Это единственная подобная иерархия среди Духовных управлений мусульман бывшего Советского Союза.
В 2003 году Гаджи Аллахшукюр Пашазаде избран пожизненным шейх-уль-исламом на XI съезде мусульман Кавказа.

## Председатели

### Шейх аль-исламы
| #  | Имя                                                | Период              |
| -- | -------------------------------------------------- | ------------------- |
| 1  | Шейх аль-ислам ахунд Мухаммед-Али Гусейнзаде       | 1823—1846           |
| 2  | Шейх аль-ислам Фазиль Эривани                      | 1846—1862           |
| 3  | Шейх аль-ислам ахунд Шейх Ахмед Сальяни Гусейнзаде | 1862—1884           |
| 4  | Шейх аль-ислам ахунд Мирза Гасан-бек Таирзаде      | 1885—1894           |
| 5  | Шейх аль-ислам ахунд Абдуссалам Ахундзаде          | 1895—1907           |
| 6  | Шейх аль-ислам Хаджи Мухаммед Гасан Мовлазаде      | 1907—1909           |
| 7  | Шейх аль-ислам ахунд Мухаммед-Али Пишнамаззаде     | 1909—1918           |
| 8  | Шейх аль-ислам Ага-Ализаде                         | 1918—1920 1944—1954 |
| 9  | Шейх аль-ислам ахунд Мирмухсин Хакимзаде           | 1954—1966           |
| 10 | Шейх аль-ислам ахунд Али-ага Сулейманзаде          | 1968—1976           |
| 11 | Шейх аль-ислам ахунд Миргазанфер Ибрагимов         | 1978—1979           |
| 12 | Шейх аль-ислам Гаджи Аллахшукюр Паша-заде          | 1980 — наст. вр.    |

### Муфтии
| #  | Имя                                    | Период           |
| -- | -------------------------------------- | ---------------- |
| 1  | Муфтий Таджуддин Мустафин              | 1832—1840        |
| 2  | Муфтий Осман-эфенди Велизаде           | 1842—1847        |
| 3  | Муфтий Мухаммед-эфенди Муфтизаде       | 1847—1880        |
| 4  | Муфтий Абдулхамид Эфендизаде           | 1872—1880        |
| 5  | Муфтий Мирза Гусейн Гаибзаде           | 1883—1917        |
| 6  | Муфтий Гаджи Ибрагим-эфенди Эфендизаде | 1944—1955        |
| 7  | Муфтий Асадулла Дибиров                | 1956—1959        |
| 8  | Муфтий Шариф-эфенди Велизаде           | 1960—1966        |
| 9  | Муфти Ахмед-эфенди Бозгезиев           | 1968—1969        |
| 10 | Муфтий Гаджи Исмаил Ахмедов            | 1969—1986        |
| 11 | Муфтий Гаджи Салман Мусаев             | 1989 — наст. вр. |